# Місті Рейн
Місті Рейн (англ. Misty Rainнар. 10 серпня 1969 року, Лонг-Біч, Каліфорнія, США) — псевдонім американської порноакторки, режисерки і танцюристки.

## Порноіндустрія
Потрапила в порноіндустрію в 1992 році. У 1997 році підписала контракт з Metro Pictures на зйомку у 12 порнофільмах, а також що стане режисеркою і зіграє головну роль в серіалі Misty Cam. Пояснила це бажанням знятися у високоякісному фільмі і показати свої акторські здібності, які не могла продемонструвати раніше. У 2000 році знімалася в порностудії New Sensations у серіалі Worldwide Sex.

## Нагороди та номінації

### Перемоги
- 1995 — XRCO Старлетка року[4]
- 1995 — XRCO Best Girl Girl Scene за The Dinner Party (з Селест і Дебі Даймонд)
- 1995 — AVN Best All-Girl Sex Scene (Film) за The Dinner Party (з Селест і Дебі Даймонд)[5]
- 1995 — AVN Best All-Girl Sex Scene (Video) за Buttslammers 4 (з Біонкою, Фелесією і Дебі Даймонд)
- 1995 — AVN Best Group Sex Scene (Film) за Sex (з Дебі Даймонд, Дівою і Геррі Пайк)
- 1996 — XRCO Best Girl Girl Scene за Takin' it to the Limit 6 (з Трейсі Аллен, Біонкою, Фелесією і Джилл Келлі)
- 1996 — AVN Best All-Girl Sex Scene (Video) за Takin' it to the Limit 6 (з Трейсі Аллен, Біонкою, Фелесією і Джилл Келлі)
- 1996 — AVN Best All-Girl Sex Scene (Film) за Fantasy Chamber (з Джентал і Фелесією)
- 1997 — AVN Best All-Girl Sex Scene (Video) за Buttslammers the 13th (з Міссі і Карессою Севідж)
- 1998 — AVN Best Couples Sex Scene (Film) за Red Vibe Diaries (з Марком Валлісом)
- 2004 — AVN Hall of Fame[6]

### Номінації
- 2000 — AVN Краща актриса другого плану за Things Change 3[7]
- 2000 — AVN Краща парна сцена (фільм) за Things Change 3 (з Марком Девісом)
- 2003 — AVN Краща актриса другого плану за Les Vampyres 2[8]
- 2004 — AVN Краща лесбійська сцена (відео) за Misty Rain's Worldwide Sex 9 (з Сільвією Сейнт і Анжелікою Костелло)[9]